# Kantonsschule Enge
Kantonsschule Enge (KEN) w Zurychu – publiczne gimnazjum kantonu Zurych. Składa się z Kantonsschule Freudenberg i Schulhausanlage Freudenberg. Kompleks szkół powstał według planów Jacques’a Schadera w latach 1954–1960. Budynek uważany jest za jeden z najważniejszych dzieł architektury szwajcarskiej drugiej połowy XX wieku, uznany został za zabytek (Denkmalschutz) w 1987 roku.
Kantonsschule Zürich powstała 22 kwietnia 1833 roku. Początkowo składała się z dwóch części, klasycznego gimnazjum i szkoły przemysłowej (Industrieschule). Od 1842 w Industrieschule znajdywał się specjalny „kupiecki” („merkantilistischer”) oddział, w roku szkolnym 1904/05 usamodzielniony jako Kantonale Handelsschule Zürich. Pozostała część szkoły przemysłowej została przekształcona w Oberrealschule i ostatecznie w gimnazjum matematyczno-przyrodnicze (Mathematisch-naturwissenschaftliches Gymnasium).

## Rektorzy
- Fritz Hunziker 1904–1907
- Theophil Bernet 1907–1935
- Oskar Guyer 1935–1947
- Walter Corrodi 1947–1962
- Ernst Kilgus 1962–1968
- Walter P. Schmid 1969–1982
- Walter Büsch 1982–1996
- Beat Wüthrich 1996–